# Parcul Sebastian
Parcul Sebastian este un parc din București, situat în zona Rahova, Sector 5. Parcul dispune de arcade pentru plante agățătoare, gard viu, o fântână arteziană, locuri de joacă pentru copii, terenuri de fotbal și de baschet, alei spațioase, foișoare, mese de ping-pong și un loc de joacă pentru câini. Terenurile de sport din parc au acces gratuit. De asemenea, parcul Sebastian este unul dintre locurile în care Primăria organizează diferite evenimente sau concerte.

## Geografie
Parcul este delimitat de străzile Mihail Sebastian, Dumbrava Nouă, Moțoc și Făt-Frumos.

## Istorie
Dacă este să coborâm în trecut, în secolul al XVIII-lea, aflăm că zona Rahovei a ținut de formarea mahalalei Calicilor, unde locuiau săracii, pârliții și infractorii mărunți ai Bucureștiului, zonă transformată și industrializată în următoarele decenii. Schimbarea a venit și în timpul comunismului, odată cu marea sistematizare a orașului. În anii 80, blocurile au luat locul caselor de negustori, de la Calea Rahovei până la Calea 13 Septembrie. Acum se formează și Parcul Sebastian, numit după strada cu același nume, lărgită la acel moment. Lucrările din zonă au lăsat un teren gol lângă fosta uzină Vulcan, înființată la 1904, și acolo s-a decis realizarea unui parc. Se poate spune că este un parc tânăr, cu posibilități nebănuite de transformare.

## Controverse
Controverse în cazul parcului Sebastian apar asupra etimologiei cuvântului. Prima explicație ar fi că numele vine de la scriitorul Mihail Sebastian, care a locuit pe Strada Mihail Sebastian, în apropierea parcului. A doua explicație, mai puțin plauzibilă, este că ar veni de la un colonel Sebastian, care ar fi donat parcul secolul trecut statului român.